# Marijan Vlak

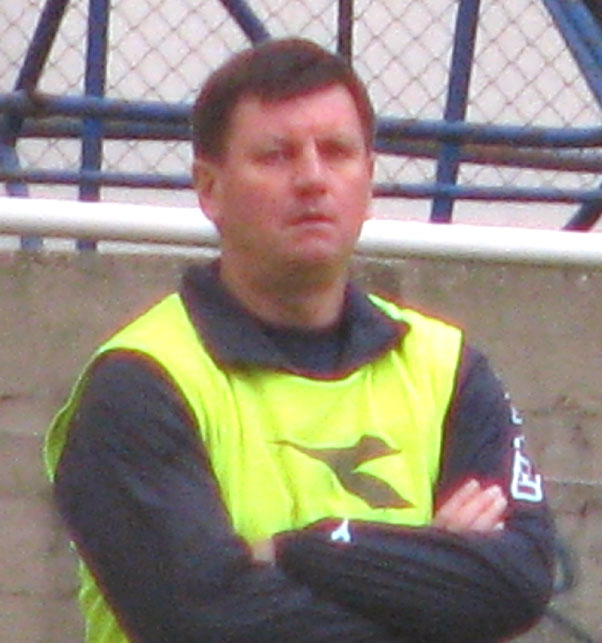
Marijan Vlak (2008)

Marijan Vlak (* 23. Oktober 1955 in Sisak) ist ein kroatischer Fußballtrainer und ehemaliger Fußballspieler. Er war bisher viermal Trainer des kroatischen Erstligisten Dinamo Zagreb.

## Leben
Während seiner aktiven Laufbahn war er Torwart bei Dinamo Zagreb, NK Zagreb und HNK Segesta Sisak. Seine Trainerkarriere begann er 1997 als Nachfolger Otto Barićs bei Dinamo Zagreb, wo er die Mannschaft zum 5:0-Sieg über Partizan Belgrad führte. Nach einer Saison bei Dinamo wechselte er zu NK Slaven Belupo Koprivnica und anschließend zum ungarischen Ferencvárosi Torna Club. 1999 kehrte er zu Dinamo zurück, wurde 2000 entlassen, um 2002 zum dritten Mal Trainer des Vereins zu werden. Ab 2004 führte er die slowakische Mannschaft MŠK Žilina und 2006 ging er nach Ungarn zu Videoton. In der Saison 2008/09 kehrte er zu Dinamo zurück, zunächst als Co-Trainer von Branko Ivanković, nach dessen Entlassung wurde Vlak zum vierten Mal Trainer von Dinamo.

## Stationen als Spieler
- 1971 bis 1972: GŠNK Mladost Petrinja
- 1973 bis 1988: Dinamo Zagreb
- 1988: HNK Segesta Sisak

## Stationen als Trainer
- 1997–1998 Dinamo Zagreb
- 1998 Slaven Belupo
- 1999 Ferencvaros
- 1999–2000 Dinamo Zagreb
- 2002 Dinamo Zagreb
- 2004 MŠK Žilina
- 2006 Videoton
- 2008 Dinamo Zagreb
- 2011 Vasas Budapest
- 2012 Vasas Budapest